# フォヤ
フォヤ（英語: Foya）はリベリアロファ郡フォヤ地区にある町である。

## 交通

### 空港
- フォヤ空港（英語版）